# 670 Оттеґебе
670 Оттеґебе (670 Ottegebe) — астероїд головного поясу, відкритий 20 серпня 1908 року.
Тіссеранів параметр щодо Юпітера — 3,284.